# Conura hirtifemora
Conura hirtifemora är en stekelart som först beskrevs av William Harris Ashmead 1885.  Conura hirtifemora ingår i släktet Conura och familjen bredlårsteklar. Inga underarter finns listade i Catalogue of Life.